# كيسي راينهارد
كيسي راينهارد (بالإنجليزية: Casey Reinhardt)‏ هي متسابقة ملكة الجمال وعارضة أمريكية، ولدت في 1 يوليو 1986 في بيفرلي هيلز في الولايات المتحدة.

## وصلات خارجية
- كيسي راينهارد على موقع IMDb (الإنجليزية)
- كيسي راينهارد على موقع قاعدة بيانات الفيلم (الإنجليزية)